# لات جوانمرد
لات جوانمرد فیلمی به کارگردانی و نویسندگی مجید محسنی محصول سال ۱۳۳۷ است.

## خلاصه داستان
بارفروش لوطی‌مسلکی به نام داش حسن، دختری به نام فاطی را که قصد خودکشی دارد، نجات می‌دهد و او را به خانهی خودشان می‌برد. یکی از دوستان داش حسن (محمد تقی)، در آستانهٔ سفر حج، دختر و همسرش را به او می‌سپارد. خسرو پسرخالهٔ محمدتقی به این دختر نظر دارد. داش حسن بر اثر توطئهی خسرو به زندان می‌افتد، اما خیلی زود آزاد می‌شود. خسرو در حادثه‌ای می‌میرد. اما حسن (که متهم به قتل خسرو شده) تبرئه می‌شود و پس از آن می‌فهمد که فاطی نیز فریب‌خوردهٔ خسرو است و از او بادار است. او فاطی را می‌بخشد و با او ازدواج میکند.

## بازیگران
- مجید محسنی
- فخری خوروش
- پرخیده
- حمید قنبری
- تقی ظهوری
- نیکتاج صبری
- سهیلا[۲]
- حسین محسنی
- جعفر توکل
- صابر رهبر
- بانو شیرین (خواننده کافه در نقش خود)

## نمایش
فیلم لات جوانمرد در روز چهارشنبه، ۲۸ آبان در سینما دیانا برای اولین بار به دنبال جشن یک افتتاحیه روی صحنه رفت اما پس از سیزده روز نمایش فیلم در سینماهای دیانا، هما، سهیلا و ایران به دلیل عدم استقبال تماشاگران پایان گرفت.

## فروش
فیلم لات جوانمرد در زمان نمایش خود با استقبال چندانی روبرو نشد و تماشاگران پاسخ مساعد و لازم را به آن ندادند و مطبوعات نیز به سهولت از کنار آن گذشتند. مجید محسنی در گفتگویی با جمال امید، در تابستان ۱۳۵۵ شرح می‌دهد که:

«لات جوانمرد که در زمان نمایشش به سکوت برگزار شد، اما بعداً به عنوان نمونهٔ فیلم‌های قابل تأکید، به‌دفعات مورد اشاره و مثال قرار گرفت، جای تأمل داشت و من سعی کردم دلایل شکست فیلم را، پس از بررسی زوایای مختلف، به‌دست آورم که اینها بود: جاهلی که تماشاگران، اکثراً، انتظار دیدنش را داشتند در قامت و فیزیک من نبود. لات جوانمرد مشخصه‌های کلیشه‌ای جاهل‌ها، مثل لطیفه (لیچار) گویی، پهلوانیِ بادلیل و بی‌دلیل و اهل بزم بودن را فاقد بود. آواز و رقص‌های لازم، به‌خصوص رقص‌های مهوش و آفت و امثالهم را نداشت و بألاخره اینکه این فیلم درست پیش از نمایش عروس فراری، نخستین فیلم اسکوپ و رنگی ایران نمایش داده شد. قبلاً اکثراً به من گوشزد کرده بودند تا مدتی نمایش آن را به تعویق بیاندازم. این کار را نکردم و نمی‌دانم اگر این امر صورت می‌گرفت تا چه حد در توفیق تجاری فیلم مؤثر می‌شد. اما واقعیت به‌نظر من این است که تقدیر لات جوانمرد در نهایت باز هم همین می‌شد.»

## دربارهٔ فیلم

### جاهل – لمپن دوست‌داشتنی
تا پیش سال ۱۳۳۷ جاهل‌ها، لات‌ها و اصطلاحاً کلاه‌مخملی‌ها در فیلمهای ایرانی شخصیت‌هایی حاشیه‌ای بودند که عمداً نقشی منفی را بازی میکردند که شخصیت آن چندان پرورده نمی‌شد. کلاه‌مخملی‌ها با فیلم لات جوانمرد و همچنین فیلم جنوب شهر ساختهٔ فرخ غفاری با لشگری آراسته و ساز و برگ سنتی خود به میدان آمدند. در لات جوانمرد رفتار و سکنات داش حسن با کت و شلوار مشکی، پیراهن سفید و کفش چرمی نوکتیز و کلاه مخمل و دستمال ابریشم یزدی و تسبیح شاه مقصود که به نشانهٔ اثبات غیرت و امانت‌داری، به رسم لوطی‌هاییش از خود تار موی سبیل گرو می‌گذارد، گرچه مصداق زنده‌ای از نمونهٔ اجتماعی خود نبود، اما مجموعه احوالات او عامهٔ بیننده را مجذوب خود کرد. در واقع کارگردان از داش حسن چهرهٔ محبوبی ترسیم کرده است که به مقدار فراوانی نمایندهٔ عواطف و آرمان‌های جامعه است. این فیلم تیپی را به سینمای ایران معرفی کرد که تا سال‌ها (سرتاسر دههٔ ۱۳۴۰ و سال‌هایی از دههٔ ۵۰) قهرمان آنچه اصطلاحاً فیلمفارسی نامیده می‌شد شد.

### تقابل لات‌ها و ژیگولوها
تیپ جاهل – لمپن با کت مشکی و کلاه مخملی قهرمان مردمانی بود که در کوچه‌پس‌کوچه‌های تنگ و تاریک پایین‌شهر از تحصیل و ثروت بی‌بهره بودند و از نوکیسهٔ دوران دلار و مصرف هم کلاهی ندوخته بودند. جاهل‌ها نمود بارز دهن‌کجی به مدرنیزاسیون تازه شهری بودند و با تکیه‌بر فیزیک بدنی قوی و زور بازوی خود سعی در حفظ ارزش‌هایی داشتند که در تندباد شکل‌گیری ارزش‌های تازه در حال دود شدن و به آسمان رفتن بود. جاهل‌های جوانمرد هیچ کاری نداشتند جز پرسه زدن در کوچه‌ها تا به «داد» کسی برسند یا دختری را از چنگ دزدان «ناموس» به‌درآورند. تیپ تکرارشونده‌ای که جاهل باید پوزهٔ او را به خاک بمالد تیپ «ژیگولو» بود. ژیگولو عصاره تمام ارزش‌های تازه به دوران رسیدگی و جدید شهری بود؛ مردی با سبیل نازکِ «کلارک گیبلی»، اتوکشیده، با اتوموبیل و لباس شیک.

### تلاش برای رسیدن به سینمای اصیل و بومی
تلقی و باور محسنی از یک سینمای خالص بیش از هر زمان و اثر دیگر او در لات جوانمرد نتیجه داده بود. او در جشن افتتاحیهٔ فیلم نیز به پافشاری خود در ادامه دادن راهی که جهت پاسداری از سینمای اصیل و بومی از پیش گرفته بود تأکید ورزید. این فیلم به‌طور پیاپی از فضاها و نشانه‌های فرهنگی بهره جسته است تا روحیهٔ ایرانی به فیلم بدهد، مثل نمایش روحوضی در کافه، پردهٔ قهوه‌خانه‌ای و نقالی، دیوار یخچال‌های قدیمی، موسیقی ایرانی، سبیل گرو گذاشتن، درشکه سواری و ظاهر مجید محسنی در فیلم. او سعی می‌کند به کمک این نشانه‌ها هرچه بیشتر واقعی و ایرانی بنماید.

## تحلیل‌ها و نظرها
ابراهیم گلستان: فیلم لات جوانمرد که به عقیدهٔ من یکی از بهترین فیلم‌هایی است که در سینمای ایران تهیه شده، به‌خصوص دو صحنه‌اش را در ذهن خودم نگاه‌داشته‌ام، برای اینکه خیلی جالب بود. این دو صحنه از بهترین صحنه‌ها حساب می‌شد. توی این دو تا صحنه آقای محسنی که خودش رل لات جوانمرد را بازی می‌کند می‌نشیند روبروی آینه درددل میکند. می‌نشیند و در حال مستی گریه می‌کند. در اینجا یک‌مرتبه فیلم از آن حالت می‌آید بیرون و شعر خالص می‌شود.
فرخ غفاری: … اما فیلم لات جوانمرد فیلم مهمی است. در یک موقع مشخص مجید محسنی با یک الهام دورادور از داش آکل صادق هدایت فیلم لات جوانمرد را ساخت. این فیلم در آن برهوت سینمای آن زمان که هیچ روزنه‌ای از واقعیت در آن نبود یک مرثیهٔ تیپی ساخت که کافه شبیه کافه بود و کوچه شبیه کوچه. به‌هرحال در این فیلم مقداری بُعد واقعی به‌چشم می‌خورد.
ایرج صابری: … مجید محسنی در این فیلم برای نخستین بار در سینمای ایران دوربین فیلمبرداری را از داخل استودیوها خارج کرد و به فضای آزاد و کوچه‌ها و خیابان‌های آشنا آورد. … مجید محسنی با همکاری خوب احمد شیرازی فیلمبردار فیلم، با لانگ‌شات‌های طولانی سعی می‌کنند بیشتر خارج از دکور باشند و این تمایل از همان شروع فیلم که از میدان امین سلطان گرفته شده کاملاً مشهود است. … او در این فیلم اگرچه برای فضاسازی به واقعیت روی می‌کند اما در پیشبرد قصه و رفتار آدم‌های فیلم همچنان به گذشتهٔ سینمای ایران وابستگی نشان می‌دهد و سعی می‌کند هم‌چنان در چارچوب ملودرام باقی بماند.